# دو بهتر از یکی
«دو بهتر از یکی» (به انگلیسی: Two Is Better Than One) تک‌آهنگی از گروه موسیقی آلترناتیو راک بویز لایک گرلز و تیلور سوئیفت است.
این تک‌آهنگ در چارت‌های، جزو ده ترانه اول قرار گرفت.